# Holme on the Wolds
Holme on the Wolds är en by i civil parish Dalton Holme, i distriktet East Riding of Yorkshire, i grevskapet East Riding of Yorkshire, i England. Byn är belägen 10 km från Market Weighton. Holme on the Wolds var en civil parish fram till 1935 när blev den en del av Dalton Holme. Civil parish hade 132 invånare år 1931. Byn nämndes i Domedagsboken (Domesday Book) år 1086, och kallades då Hougon.